# 模擬聯合國
模擬聯合國（英語：Model United Nations，缩写）是一種學術性質活動，藉由精簡後的聯合國議規舉行模擬會議，使與會者瞭解多邊外交的過程，培養分析公民議題的能力，促進世界各地學生的交流，增進演講和辯論能力，提高组织、策划、管理、研究和写作、解决冲突、求同存异的能力，訓練批判性思考、團隊精神和領導才能，同時認識不同文化，拓展國際視野，瞭解各國在歷史上或現實中的立場與處境。
模拟联合国活动广泛开展于世界各地的中学生和大学生间，每年全球都會舉辦數十場國際性的模擬聯合國會議，参与人数超过四百万人。。

## 歷史
聯合國成立於1945年，但模擬聯合國的歷史嚴格來說比聯合國自身更長。它始於由美國高校學生所主導的一系列類比國聯會議，由於當時並不存在聯合國，因此該會議大多時候被稱為“國際大會”。當時的學生們主要模仿國聯的模式，與會者代表國家在談判桌上通過辯論來尋找解决國際爭端的辦法，這在當時是十分先進的。1921年11月13日牛津大學（University of Oxford）舉辦了第一次類比國際聯盟大會。1921年12月1日，倫敦《觀察家報》發表了一篇題為《牛津的日內瓦（Geneva in Oxford）》的文章，專門介紹牛津國際會議第二届會議。此外，日內瓦的聯合國檔案館至今仍保存著牛津國際會議的相關檔。
1922年10月，第一届牛津國際大會主席——來自印度北部都市阿姆利則的米爾·馬哈茂德（Mir Mahmood）——從英國橫渡大西洋趕赴哈佛大學（Harvard University），目的是推廣類比國際聯盟社團。10月5日，馬哈茂德在哈佛自由俱樂部發表演講，他敦促支持國際聯盟並說服哈佛自由俱樂部創建一個論壇式的學生組織。根據哈佛深紅報的記載，1923年1月10日哈佛大學舉行了第一届類比國際聯盟大會，會上主要討論了羅德島現狀及鴉片販運議題儘管組織過幾次會議，但牛津國際大會在20世紀20年代中期就停止了發展。相反，哈佛國際大會則欣欣向榮，一躍成為美國乃至世界公認的類比國際聯盟會議鼻祖。
1927年，由哈佛大學舉辦的模擬國際聯盟。1945年聯合國正式成立後，國際大會被模擬聯合國大會所取代。第一次有記錄的模聯大會是1947年4月5日在美國賓夕法尼亞州的斯威斯莫爾學院（Swarthmore College）舉行的，超過150名來自41所大學的學生參與了此次活動。與會代表模擬聯合國大會的議事規則，主要討論了覈武器、難民及戰後重建議題，最後形成的草案建議成員國“建立一個致力於控制和發展原子能的專門國際機构”、“訂立裁軍條約”；建議聯合國採用“統一的難民國籍制度”；建議修訂《聯合國憲章》，採納有關“侵略”的定義；建議各國“通過聯合國的經濟援助，促進災區的重建”。1946年，國際聯盟被聯合國取代，模擬國際聯盟亦在翌年更改為模擬聯合國。

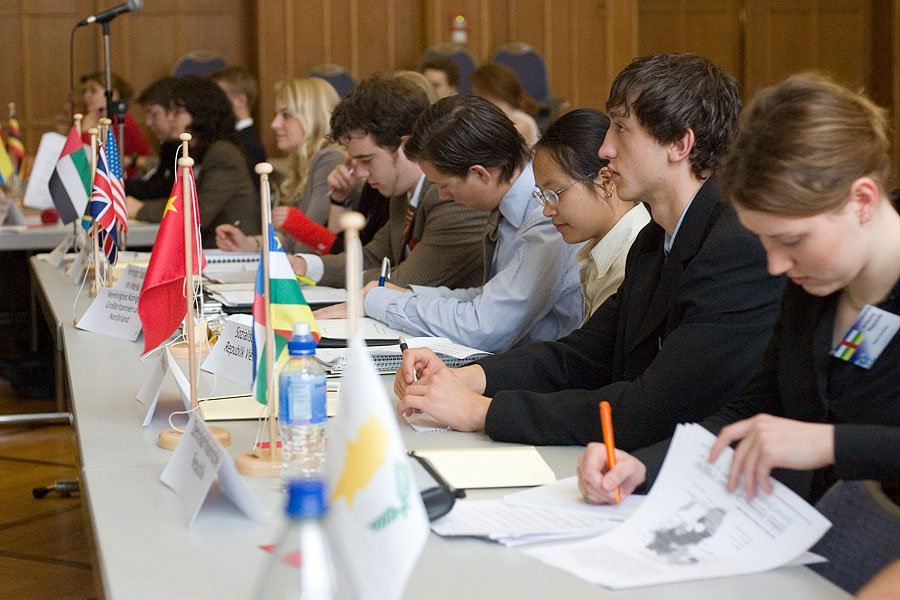
一場於德國斯圖加特舉行的模擬聯合國會議

1949年2月11日至13日，美國紐約州聖勞倫斯大學舉辦了另一場模聯大會。本次會議由歷史系主任哈裏·雷夫博士（Dr. Harry Reiff）在其同事奧托·L·喬治（Otto L. George）協助下發起。作為美國代表團的技術顧問，雷夫博士參加過1945年舊金山會議（The San Francisco Conference）。此後，聖勞倫斯大學每年舉辦一次模聯大會。20世紀50年代，模聯大會呈現井噴式發展，不少至今仍具有重大影響力的高校模擬聯合國都創立於這一時期：1951年，美國加州大學率先成立模擬聯合國團隊；1952年，第一個專門針對中學生的類比聯合國會議——伯克利大學模擬聯合國（Berkeley Model United Nations，即BMUN）創立；1953年，哈佛大學模擬聯合國（Harvard Model United Nations，即HMUN）創立；1954年，哈佛大學全美模擬聯合國（Harvard National Model United Nations，即HNMUN）創立。除了這些具有首創性及最大影響力的模聯大會以外，還有創立於1963年的北美模擬聯合國大會（North American Invitational Model United Nations，即NAIMUN）、創立於1968年的全美模擬聯合國（National Model United Nations，即NMUN）、創立於1975年的全美中學生模擬聯合國（National High School Model United Nations，即NHSMUN）等等。美國模聯社群逐漸發展壯大，一度出現過擁有3000多名代表的會議歷史。從會議總數、大型會議（擁有超過1500名代表）數量、高水准學術型會議數量、創新型模擬聯合國委員會（如危機委員會）的多樣性、模擬聯合國的學術嚴謹程度（大部分開辦高校及中學均開設模聯相關培訓課程）等各個維度來評估，美國始終走在模擬聯合國發展的前列主辦國。
20世紀下半葉，模擬聯合國走出美國大學校園，還要歸功於1968年海牙國際模擬聯合國大會的成立，此後，模擬聯合國傳播到歐洲、東亞、南亞、中東、北非和撒哈拉以南非洲等地區。海牙國際模擬聯合國大會（The Hague International Model United Nations，即THIMUN）是面向中學生的規模最大的世界級模擬聯合國大會，每年吸引近4000名來自世界各國的中學生參會。1995年，海牙國際模擬聯合國基金會成為聯合國正式承認的非政府組織。2002年聯合國秘書長科菲·安南（Kofi Atta Annan）親臨大會，他說到：“THIMUN的存在是為了在年輕人中間維護聯合國的價值觀，這一點尤為重要，在我們努力保持聯合國的有效性並積極回應世界人民的需求時，我們應當從年輕人那裡汲取精力和靈感。”現如今，海牙國際模擬聯合國大會仍是世界上規模最大、最具國際多樣性的模聯會議之一，它已經發展出遍佈五個大州的37個分會，每年總參加人數超十萬。根據美國聯合國協會（UNA-USA）的估算，到20世紀70年代末，北美、歐洲和亞洲每年有五萬名高中生和大學生參與到模聯活動當中。
1980年，美國聯合國聯會（UNA-USA）成立，並隨後開始協調世界各地所舉辦的模擬聯合國會議
截至2012年，世界各地每年有近400个国际模拟联合国大会在逾50个国家召开，每年参与大会的师生来自逾100個国家，总人数超过四百万人。

## 會議

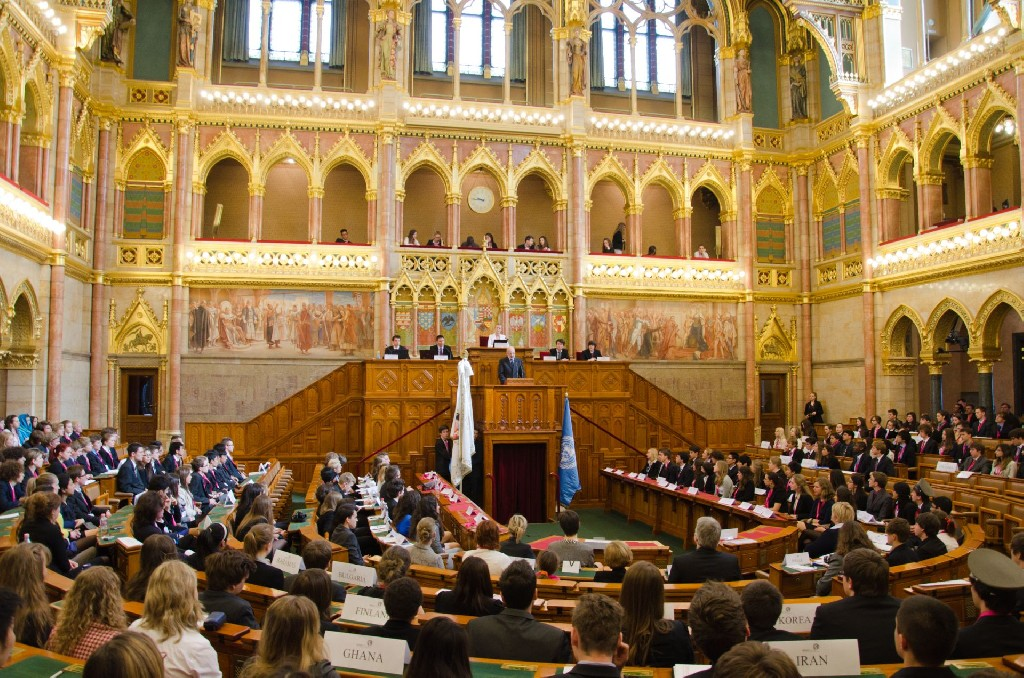
在匈牙利國會大廈舉行的2012年匈牙利模擬聯合國會議

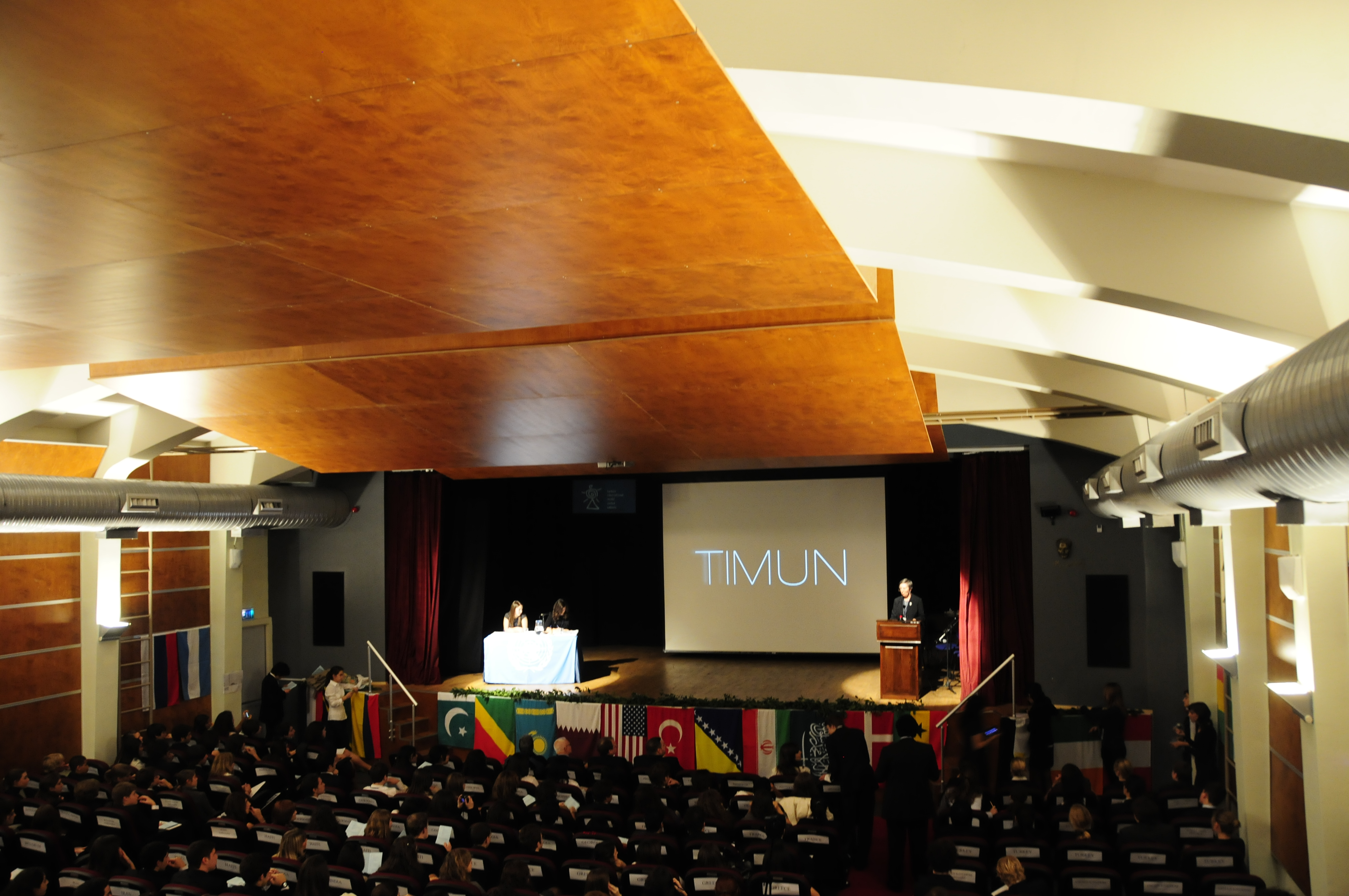
2008年土耳其模擬聯合國開幕儀式

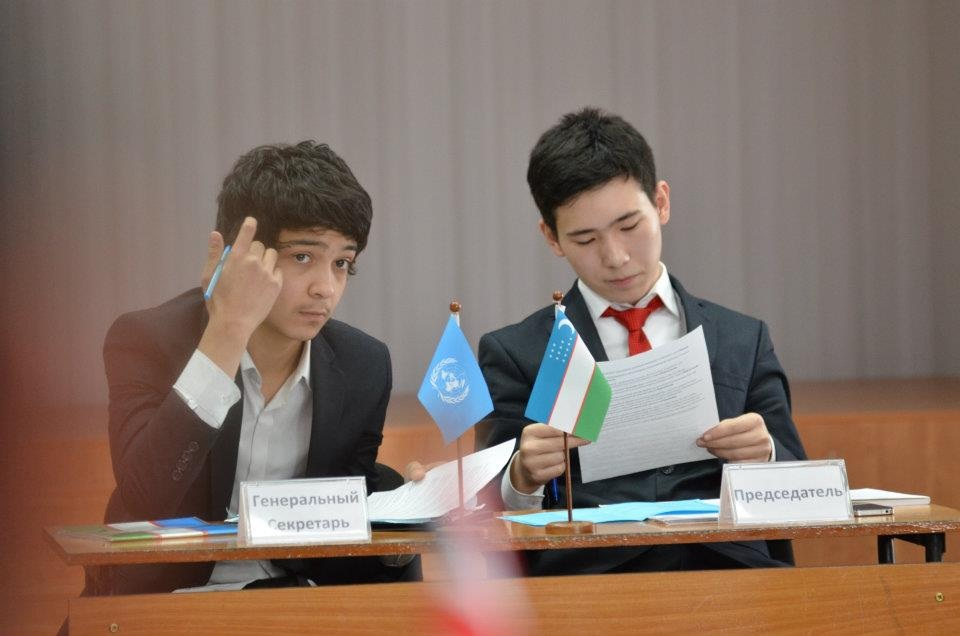
塔什干模擬聯合國會議中的烏茲別克代表

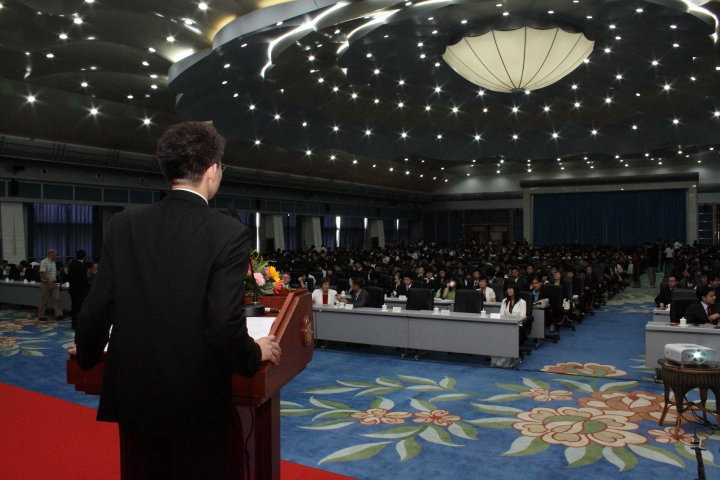
在中國舉行的蔚蓝模擬聯合國博覽上發言的代表

在會議當中，每個國家均可以派出一定數量的代表參加會議，並嘗試在會議中將扮演世界各國外交官，在搜集資料後依現實或虛構的國際狀況來模擬進行聯合國中的各種會議，按照类似联合国会议的规则和程序进行发言、游说、辩论、谈判，国家集团间达成共识，产生决议草案，并按照联合国的表决程序进行投票从而形成决议。因此，參與者需要在会前的4到9个月里对所代表国家的国情、外交政策和会间将讨论的议题进行深入研究和充分准备，并完成立场文件的写作，同時出席所有正式會議前的工作会议。

### 組織
會議中模擬的委員會包括聯合國旗下的國際組織，通常圍繞聯合國大會屬下的六個部門，但並不是所有會議均局限在其之中，例如聯合國安全理事會、聯合國經濟及社會理事會、世界衛生組織、聯合國難民署、歐盟理事會、伊斯蘭會議組織和亞太經合會等全部都屬於模擬聯合國會議的範疇內。

### 規則
会议具有议事规则，必須遵從罗伯特议事规则、欧洲议事规则、模擬聯合國議事規則 （页面存档备份，存于）（美規）或聯合國大會的官方議事規則，不得飲食或抽烟。在服裝方面，代表必须在会议期间穿着正装，但也可以選擇穿着传统民族服饰或西装，不得戴帽子。
部分中国模联会议如外交学院模拟联合国大会、全国中学生模拟联合国大会采用以动议导向型的北京议事规则。
代表可以在會議當中提出程序性动议、辯論議題、提案、修正案和就議案表决等。如果代表在任何時候需要针对其他代表在发言中涉及自己国家的語句或批評作出反驳或评论，大会主席可以在所有代表发言结束后允许代表行使答辩权。

### 议事章程
不同的模拟联合国会议不总会使用相同的议事规程，有时根据会议需要，会议设计者会推出一些特殊的或与现实情况并不完全吻合的规程。议事规程中被最广泛使用的是罗伯特议事规程。根据罗伯特议事规程，会议可以簡單分為以下數個部分。

#### 開始
大会在点名確認三分之二会员国出席时，主席会问场下有无问题或动议，代表需要动议讨论各項议题。如果动议议题超过1个时，代表们通过辩论、投票，确定首先讨论的议题。确定议题后，圍繞議题的正式辩论开始。

#### 辯論
辯論主要以三種方式進行，分別是正式辩论、有主持核心磋商和自由磋商，而各國在過程中可以透過互相傳遞意向条來私下协商。
- 在正式辩论中（formal debate），各國代表透過舉起國家名牌（placard）來在发言名单上登記，並按议事规则在限時內（一般为两分钟）輪流发言，發言次數不限。如果发言时间剩余时间超过10秒，可有四种选择：一是将时间让渡给主席，相当于放弃时间；二是让渡给其他代表發言（其他代表发言完毕后，若时间还剩余大于10秒，不可继续让渡）；三是让渡给各國代表提问問題，由大会主席决定发言国家；四是让渡给各國代表评论，同樣由大会主席决定发言国家。在每個代表發言後，其他代表可以向主席提出问题或动议，例如詢問大會流程、申請进行非正式辩论、动议结束辩论等，但所有动议均需經過多數同意方可通過。如需追加发言机会，可向主席台传意向条要求在发言名单上添加其代表国家，主席会将该国家名加在发言名单最后。一旦发言名单上所有国家已发言，而又没有任何代表追加发言，会议將直接进入投票表决決議阶段。[19]
- 在有主持核心磋商中（moderated caucus），大会由主席主持对某一问题进行固定主题的磋商，代表们在提出此类动议時必须说明主题、总时长以及每位代表发言时长，需要投票經多數同意通過才可以進行。主席将在固定时间内点出举牌的代表輪流发言，剩余时间不能让渡。由於在過程中將暂停所有议事规则，此方式灵活性較强。[20]
- 在自由磋商中（unmoderated caucus），大会将暂时中止，代表们可在会场内离开座位自由地相互磋商讨论、游说、撰写文件。代表们在提出此类动议時必须说明总时长，同樣需要多數同意才可以進行。[20][21]

#### 投票表决
模拟联合国会议中存在兩種投票，分別是对程序的表决和对會議文件的表决。
程序表决包括动议更改发言时间、进行非正式辩论，以及结束辩论。在程序表决中，所有代表都需投票且不能投弃权票，而且在场代表数必須多于三分之二。一般动议需要简单多数（50%+1票）通过，结束辩论的动议需要三分之二多数通过。
會議文件表决包括修正案和决议草案的投票。在决议草案的表决中，在场代表数也必須多于三分之二，而且任何文件都必需得到有效票中的三分之二赞成票才可以通过。在安全理事會中，美國、俄羅斯、中國、英國和法國任何一個持有否決權的常任理事國一旦投反對票，不管票數如何該文件也會即時被否決。

#### 決議
決議案是會議上所有辯論的基礎，草案必須先獲主席接納辯論，並在一系列的修正案通過後才能對此作出正式表决。

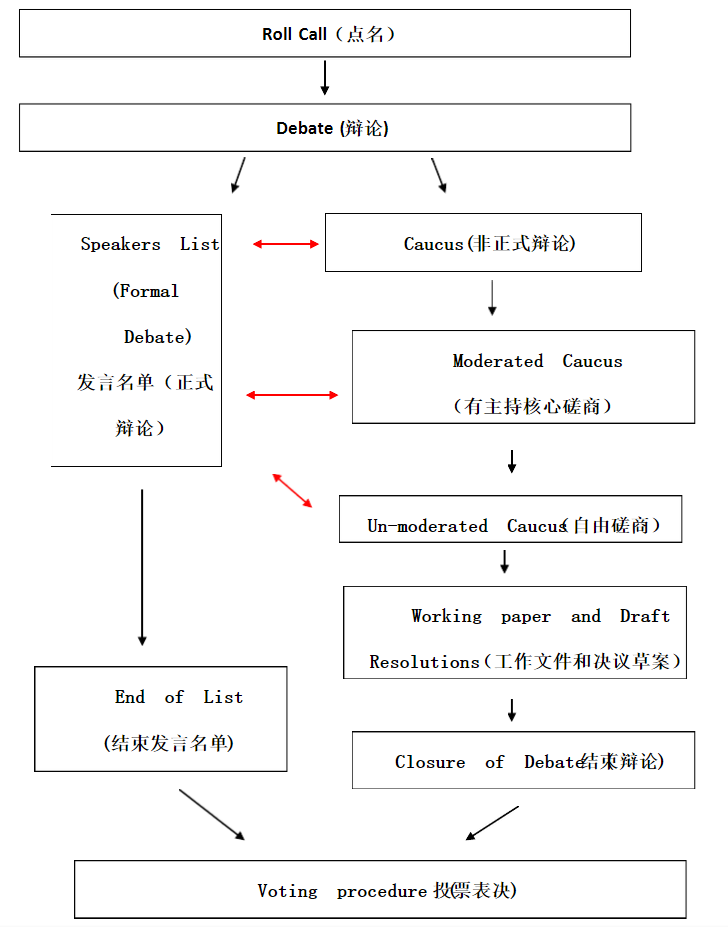
模拟联合国流程

当代表们认为决议草案及修正案已讨论成熟，可动议结束辩论进入投票。在投票阶段中，主席將进行点名唱票，按照国家英文字母顺序點名，被点到的代表回答“赞成”、“反对”或“弃权”。一份决议草案表决通过后将不再表决其余决议草案，通过的决议草案将成为大会的决议案进行公告。一旦草案通过决议，议题讨论即宣告结束，隨即进入下一议题的讨论，直至所有議題討論完畢，會議方為完結。

## 外部連結
- 联合国官方网站 （页面存档备份，存于）